# Martin Magnuson

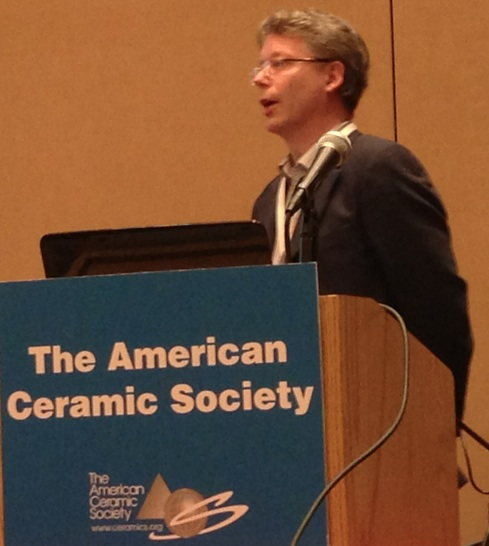
Dr. Martin Magnuson vid American Ceramic Society Conference (ICACC'13), Daytona Beach i January 2013

Martin Magnuson, född 1965 i Uppsala, är en svensk fysiker aktiv inom materialvetenskap och spektroskopi med synkrotronstrålning.
Magnuson har civilingenjörsexamen från Linköpings universitet 1992 och doktorsexamen i fysik vid Uppsala universitet år 1999. . Efter postdoktorala studier vid Univerité Pierre et Marie Curie i Paris 1999-2001 och en kompletterande masterutbildning i internationellt företagande (MBA) vid Chalmers 2002-2003, blev han docent vid Uppsala universitet år 2005 där han var forskare och lärare. Från och med 2008 har han varit universitetslektor och biträdande professor vid Institutionen för Fysik, kemi och biologi (IFM) vid Linköpings universitet.